# Isola Adams (Nuova Zelanda)
L'isola Adams è un'isola appartenente all'arcipelago delle isole Auckland, in Nuova Zelanda.

## Geografia
L'isola, di forma pressappoco triangolare è separata dall'estremità meridionale dell'isola Auckland da uno stretto canale, conosciuto come Carnley Harbour o stretto di Adams.
L'isola Adams è particolarmente montuosa, con un'altitudine massima di 705 m raggiunta dal Monte Dick.
Il canale è ciò che resta di un antico vulcano, di cui l'isola Adams e l'isola Auckland costituivano il bordo.